# Zsófia Krisztina brandenburg-bayreuthi őrgrófné
Zsófia Krisztina brandenburg-bayreuthi őrgrófnő (Weferlingen, 1710. január 4. – Brüsszel, 1739. június 13.) Dorottya schleswig–holstein–sonderburg–becki hercegnő (1685–1761) és György Frigyes Károly brandenburg–bayreuthi őrgróf (1688–1735) lánya. A házasság szerinti Thurn und Taxisi hercegnék második generációjába tartozott.
Az örökös hercegnő néhány hónappal apósa, Anselm Franz von Thurn und Taxis halála előtt halt meg Brüsszelben, akin keresztül özvegye 1739 végén örökölte a hercegi címet, és az ottani családi kriptában temették el.